# Maria Lang
Pour les articles homonymes, voir Lang.
Maria Lang, pseudonyme de Dagmar Lange (Västerås, 31 mars 1914 – Nora, 9 octobre 1991), est un auteur suédois de roman policier. Elle est l'un des tout premiers auteurs de roman policier de langue suédoise à rencontrer une audience internationale.

## Œuvre

### Romans
- Mördaren ljuger inte ensam (1949)
- Farligt att förtära (1950)
- Inte flera mord (1951) Publié en français sous le titre N'oubliez pas Tony, Paris, Librairie des Champs-Élysées, coll. « Le Masque » no 1011, 1968 ; réédition, Paris, Librairie des Champs-Élysées, coll. « Club des Masques » no 288, 1976
- En skugga blott (1952)
- Rosor, kyssar och döden (1953)
- Tragedi på en lantkyrkogård (1954)
- Se döden på dig väntar (1955) Publié en français sous le titre Trois petits tours et puis s'en vont, Paris, Librairie des Champs-Élysées, coll. « Le Masque » no 879, 1965
- Mörkögda augustinatt (1956)
- Kung Liljekonvalje av dungen (1957) Publié en français sous le titre Nous n'irons plus au bois..., Paris, Librairie des Champs-Élysées, coll. « Le Masque » no 798, 1963 ; réédition sous le titre Nous n'irons plus au bois, Paris, Librairie des Champs-Élysées, coll. « Club des Masques » no 10, 1966
- Farliga drömmar (1958) Publié en français sous le titre Rêves dangereux, Paris, Librairie des Champs-Élysées, coll. « Le Masque » no 845, 1964
- Ofärd i huset bor (1959) Publié en français sous le titre Troisième étage, porte à droite, Paris, Librairie des Champs-Élysées, coll. « Le Masque » no 802, 1964
- Vår sång blir stum (1960) Publié en français sous le titre Les lampions sont éteints, Paris, Librairie des Champs-Élysées, coll. « Le Masque » no 891, 1965
- Att vara kvinna (1961) Publié en français sous le titre Ah ! les femmes, Paris, Librairie des Champs-Élysées, coll. « Le Masque » no 864, 1965 ; réédition, Paris, Librairie des Champs-Élysées, coll. « Club des Masques » no 270, 1976
- En främmande man (1962)
- Tre små gummor (1963) Publié en français sous le titre Trois vieilles sœurs, Paris, Librairie des Champs-Élysées, coll. « Le Masque » no 901, 1966
- Ögonen (1964)
- Siden sammet (1964) Publié en français sous le titre Cours... mon aiguille, Paris, Librairie des Champs-Élysées, coll. « Le Masque » no 920, 1966 ; réédition sous le titre Cours mon aiguille, Paris, Librairie des Champs-Élysées, coll. « Club des Masques » no 216, 1979
- De röda kattorna (1965) Publié en français sous le titre Les Chats rouges, Paris, Librairie des Champs-Élysées, coll. « Le Masque » no 996, 1968
- Svart sommar (1966)
- Vitklädd med ljus i hår (1967) Publié en français sous le titre La Sainte Lucie, Paris, Librairie des Champs-Élysées, coll. « Le Masque » no 1041, 1968
- Ingen returbiljett (1968) Publié en français sous le titre Pullman numéro douze, Paris, Librairie des Champs-Élysées, coll. « Le Masque » no 1107, 1970 ; réédition, Paris, Librairie des Champs-Élysées, coll. « Club des Masques » no 330, 1978
- Intrigernas hus (1969) Publié en français sous le titre Tes yeux se fermeront, Paris, Librairie des Champs-Élysées, coll. « Le Masque » no 1149, 1971 ; réédition, Paris, Librairie des Champs-Élysées, coll. « Club des Masques » no 343, 1978
- Staden sover (1970) Publié en français sous le titre Toute la ville dort, Paris, Librairie des Champs-Élysées, coll. « Le Masque » no 1231, 1972 ; réédition, Paris, Librairie des Champs-Élysées, coll. « Club des Masques » no 370, 1979
- Mördarens bok (1971) Publié en français sous le titre Le Carnet de l'assassin, Paris, Librairie des Champs-Élysées, coll. « Le Masque » no 1303, 1973
- Vem väntar på värdshuset? (1972) Publié en français sous le titre Qui attend à l'auberge ?, Paris, Librairie des Champs-Élysées, coll. « Le Masque » no 1376, 1975
- Vi var tretton i klassen (1973) Publié en français sous le titre Nous étions 13 en classe, Paris, Librairie des Champs-Élysées, coll. « Le Masque » no 1456, 1976; réédition, Paris, Librairie des Champs-Élysées, coll. « Club des Masques » no 509, 1983
- Det är ugglor i mossen (1974) Publié en français sous le titre La nuit de juin n'aura pas lieu, Paris, Librairie des Champs-Élysées, coll. « Le Masque » no 1500, 1977
- Dubbelsäng i Danmark (1975)
- Körsbär i november (1976)
- Arvet efter Alberta (1977)
- Camilla vid skiljevägen (1978)
- Svar till Ensam Eva (1979)
- Inga pengar till Vendela (1980)
- Gullregn i oktober (1981)
- Docka vit, Docka röd (1982)
- Fyra fönster mot gården (1983)
- Använd aldrig arsenik (1984)
- Klappa inte katten (1985)
- Dödligt drama på Dramaten (1986)
- Ånglok 16 på fel spår (1987)
- Tvillingen i spegeln (1988)
- Flyttbil försvunnen (1989)
- Se Skoga och sedan... (1990)

## Adaptations
La série télévisée suédoise Crimes of Passion est réalisée en 2013, d'après six romans policiers de Maria Lang.

## Sources
- Jacques Baudou et Jean-Jacques Schleret, Le Vrai Visage du Masque, vol. 1, Paris, Futuropolis, 1984, 476 p. (OCLC 311506692), p. 275-276.
- Claude Mesplède (dir.), Dictionnaire des littératures policières, vol. 2 : J - Z, Nantes, Joseph K, coll. « Temps noir », 2007, 1086 p. (ISBN 978-2-910686-45-1, OCLC 315873361), p. 140-141.
- Anne Martinetti, "Le Masque" : histoire d'une collection, Amiens, Encrage, coll. « Références » (no 3), 1997, 143 p. (ISBN 978-2-906389-82-3), p. 81.